# Campeonato Europeo de Judo de 1963
El XI Campeonato Europeo de Judo se celebró en Ginebra (Suiza) entre el 11 y el 12 de mayo de 1963 bajo la organización de la Unión Europea de Judo (EJU) y la Federación Suiza de Judo.

## Medallistas

### Masculinoamateur
| Evento            | Oro                      | Plata                     | Bronce                                            |
| ----------------- | ------------------------ | ------------------------- | ------------------------------------------------- |
| –68 kg            | André Bourreau Francia   | Bruno Carmeni · Italia    | Jan Okroj · Polonia · Gerhard Zotter · Austria    |
| –80 kg            | Jacques Le Berre Francia | Otto Smirat RDA           | Peter Herrmann RFA Stojan Stojaković Yugoslavia   |
| +80 kg            | Klaus Glahn RFA          | Anzor Kibrotsashvili URSS | Herbert Niemann RDA Boris Mishchenko URSS         |
| Categoría abierta | Karl Nitz RDA            | Nicola Tempesta · Italia  | Anthony Sweeney Reino Unido Georges Gress Francia |

### Masculino profesional
| Evento            | Oro                          | Plata                         | Bronce                                           |
| ----------------- | ---------------------------- | ----------------------------- | ------------------------------------------------ |
| –68 kg            | Aron Bogoliubov URSS         | Richard Bowen Reino Unido     | Robert Forestier Francia Robert Dzhgamadze URSS  |
| –80 kg            | Jacques Noris Francia        | George Kerr Reino Unido       | David Barnard Reino Unido Marcel Nottola Francia |
| +80 kg            | Anton Geesink · Países Bajos | Willem Dadema · Países Bajos  | Douglas Young Reino Unido Armin Lindner RDA      |
| Categoría abierta | Anton Geesink · Países Bajos | Henk Warmerdam · Países Bajos | Michel Yacoubovitch Francia Helmut Howiller RDA  |

## Medallero
| Núm. | País         | Oro | Plata | Bronce | Total |
| ---- | ------------ | --- | ----- | ------ | ----- |
| 1    | Francia      | 3   | 0     | 4      | 7     |
| 2    | Países Bajos | 2   | 2     | 0      | 4     |
| 3    | RDA          | 1   | 1     | 3      | 5     |
| 4    | URSS         | 1   | 1     | 2      | 4     |
| 5    | RFA          | 1   | 0     | 1      | 2     |
| 6    | Reino Unido  | 0   | 2     | 3      | 5     |
| 7    | Italia       | 0   | 2     | 0      | 2     |
| 8    | Austria      | 0   | 0     | 1      | 1     |
| 8    | Polonia      | 0   | 0     | 1      | 1     |
| 8    | Yugoslavia   | 0   | 0     | 1      | 1     |
|      | TOTAL        | 8   | 8     | 16     | 32    |